# Prkosi
Prkosi su naseljeno mjesto u općini Bosanski Petrovac, Federacija Bosne i Hercegovine, BiH.

## Zemljopis
Mjesto se prostire na visoravni iznad korita rijeke Une, uz put Kulen Vakuf – Vrtoče. Ovo je krško područje pogodno za stočarstvo i oskudnu poljoprivredu. Oivičeno je s istoka planinom Lupina i s juga Čavom. U selu ima nekoliko izvora pa su Prkosi jedno od rijetkih mjesta na petrovačkom području koje nema problema s vodom.

## Povijest
Na području Prkosa postoje razbacane, na udaljenosti od desetak metara, mnogobrojne kamene gromile, ali nikad nisu istraživane. Ovuda je prolazio i rimski put za dolinu Une.
U zaseoku Čovka vidljivi su tragovi srednjovjekovnoga kraljevskog grada Čovka koji je pripadao Humskoj župi, u kojoj je bio glavni grad Ripač. Jedno vrijeme bio je gospodar Čovke Herman Celjski, onda Nikola Frankopan koji 1426. godine dobiva grad u zalog od kralja Žigmunda i napokon plemići Orlovići. U gradu Čovki napisao je 1469. godine jednu glagoljsku listinu Juraj Spirančić.
Povijest ovoga mjesta najviše je vezana za njegov položaj u neposrednoj blizini rijeke Une koja je bila pogranično područje. I danas su vidljivi ostatci kule koju je u tome selu sagradio poznati Kulin-kapetan, kapetan Stare Ostrovice. Ta je kula nakon toga postala središtem kapetanije Stara Ostrovica. 
Kapetanije su bile manji, točno ograničeni teritoriji u prvo doba njihova nastanka samo duž onih granica bosanskohercegovačkih, koje su dijelile tursko carstvo od hrvatskih zemalja, a bile su pod vlašću bečkog cara i mletačkog dužda. Ova institucija postojala je od polovice 16. stoljeća do 1835. godine.
Po svom teritorijalnom opsegu, ali i geostrateškom značaju, jedna od najvećih i najznačajnijih kapetanija Bosanskoga ejaleta bila je Stara Ostrovica. Kapetanija se prvi puta spominje 1699. godine, a kapetani su pripadali obitelji Kulinović, kasnije prozvani Kulenovići. Njihovi brojni članovi bili su kapetani Stare Ostrovice, Petrovca, dizdari (zapovjednici tvrđave) Havale i Jajca. Zapovijedali su i palankom Čovkom, koja je u neposrednoj blizini Prkosa. Kapetani su u Staroj Ostrovici opstali do iza 1791. godine. Nakon gubitka Lapca i pomjeranja granice u neposrednu blizinu Stare Ostrovice, kapetan je prenio svoje sjedište u Prkose, gdje je sagradio oko 1800. godine kulu na četiri kata od tesanog kamena i na vrhu veliki odžak od drvenog materijala. Osnovica joj je kvadrat, a oko kule je dvorište opasano zidom. Godine 1876. propao je odžak u požaru, a i na kuli je izgorila sva drvenina.
Na prostorima Čovke dogodio se 6. rujna 1941. godine veliki zločin kada su ustanici, uz nekoliko ustaša i domobrana, pobili i veliki broj (više od 300) nedužnog stanovništva, uglavnom bošnjačkog.
Na Prkosima je smrtno ranjena Marija Bursać koja će kasnije biti proglašena prvom ženom narodnim herojem Jugoslavije.
Ovdje je rođen i narodni heroj Nikola Karanović, komandant 3. krajiške proleterske brigade, inače sudionik događaja od 6. rujna 1941. godine u Ljutočkoj dolini.

## Stanovništvo

### 1991.
Nacionalni sastav stanovništva 1991. godine, bio je sljedeći:
ukupno: 195
- Srbi - 194
- ostali, neopredijeljeni i nepoznato - 1

### 2013.
Nacionalni sastav stanovništva 2013. godine, bio je sljedeći:
ukupno: 14
- Srbi - 14